# Football Manager 2023
Football Manager 2023 officiellement abrégé en FM 2023 est le dix-huitième opus de la série du jeu de gestion de football, Football Manager. Il est le premier opus de la série à sortir sur PlayStation.

## Accueil
Le jeu est globalement bien reçu avec une note globale de l'agrégateur Metacritic de 81 sur 100.
D'après Jeuxvideo.com, Football Manager 2023, « en plus de la jouer plat du pied sécurité avec la même recette gagnante, pose quand même de nouvelles bases solides, avec l’arrivée d’une licence forte et iconique comme la Ligue des champions et une gestion intéressante des supporters ». Le site reconnait néanmoins « des ajouts de confort mais pas de révolution majeure ».
Gameblog souligne l'absence « de nouveautés notables » mais se réjouit de « pouvoir (enfin) jouer avec les vraies licences des compétitions européennes ».